# Batalla de Xaqunda
La batalla de Xaqunda va ser un enfrontament militar de l'any 747 que s'engloba dins la revolta iemenita del Valiat de l'Àndalus.

## Descripció
La política de Yússuf ibn Abd-ar-Rahman al-Fihrí, atès que fou nomenat emir gràcies a la pressió que va exercir el seu aliat i assessor polític el qaysí As-Sumayl ibn Hàtim al-Kilabí, era favorable als qaysís, fet que va provocar la revolta dels iemenites quan un dels aspirants descartats al lloc de governador d'al-Àndalus, Yahya ibn Hurayth, destituït del comandament d'Archidona, va anar a oferir el comandament al destituït valí Abu-l-Khattar, i la seva coalició fou derrotada el 747 en la batalla de Xaqunda. Abu-l-Khattar i Yahya ibn Hurayth foren executats per Yússuf al-Fihrí.
La victòria va consolidar l'autoritat i el prestigi personal de Yusuf al-Fihrí qui va creure poder alliberar-se de la tutela d'As Sumayl, al qual va oferir el govern de Saraqusta.
Xaqunda era un raval de Qúrtuba, a dos quilòmetres i mig de la medina, que celebrava mercat i era habitat per mercaders i artesans